# جایزه هوگو بهترین نمایش درام
جایزه هوگو بهترین نمایش درام (به انگلیسی: Hugo Award for Best Dramatic Presentation) بخشی از جایزهٔ هوگو است که نخست هم اثرهای نمایشی سینمایی، هم تلویزیونی را پوشش می‌داده‌است. اما از سال ۲۰۰۳ به دو فرم بلند و کوتاه، بخش‌بندی شده‌است. جایزه هوگو نیز کهن‌ترین و یکی از نام‌دارترین جایزه‌های موجود در زمینهٔ داستان‌نویسی علمی-تخیلی و خیال‌پردازی است که به افتخار هوگو گرنزبک بنیان‌گذار نخستین مجلهٔ علمی-تخیلی که تحت نام «داستان‌های شگفت‌انگیز» به چاپ می‌رسید، نام‌گذاری شده‌است.